# خوان مانوئل لیلو
خوان مانوئل لیلو (زاده ۳ نوامبر ۱۹۶۵) سرمربی کنونی فوتبال اهل اسپانیا است. او هم‌اکنون به عنوان دستیار برای باشگاه فوتبال منچستر سیتی کار می‌کند.

## افتخارات

### مربیگری
سالامانکا
- سگوندا دیویسیون بی(۱): ۹۴–۱۹۹۳

چینگدائو
- لیگ برتر فوتبال چین(۱): ۲۰۱۹